# 鍵盤敲擊樂器

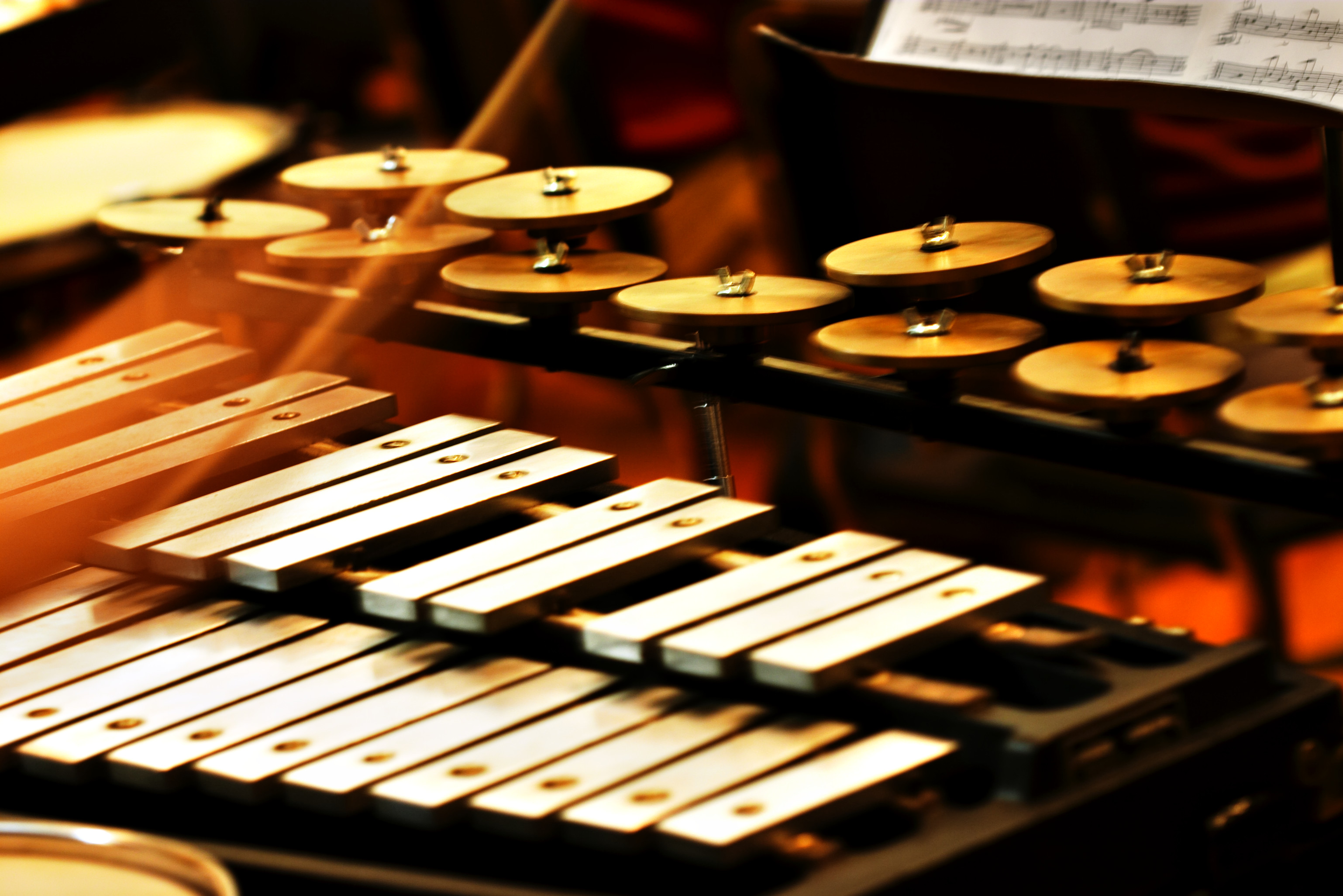
鐃鈸（右上方）和鐘琴（左下方）

鍵盤敲擊樂器（英語：Keyboard percussion instrument），是一種半音階的旋律敲擊樂器，以類似於鋼琴鍵盤的模式排列，並以琴棍擊打琴鍵的形式演奏，專為兒童而設的鍵盤敲擊樂器是全音階或五聲音階的。鍵盤敲擊樂器是由馬林巴琴、木琴、顫音琴、鐘琴及管钟所組成。

## 樂器構造
- 琴鍵
  - 木製：木琴、馬林巴琴
  - 金屬製：鋼片琴、顫音琴（黃銅和鋁合金）、鐃鈸
- 共鳴管：木琴（奧福木琴除外）、馬林巴琴、顫音琴
- 踏板、扇葉、馬達及開關掣：顫音琴
- 移調樂器：鋼片琴、木琴、鐃鈸